# ریکو دنزاکی
ریکو دنزاکی (ژاپنی: 檀崎 竜孔؛ زادهٔ ۱ مهٔ ۲۰۰۰) یک بازیکن فوتبال اهل ژاپن است.
از باشگاه‌هایی که در آن بازی کرده‌است می‌توان به باشگاه فوتبال هوکایدو کونسادول ساپورو، باشگاه فوتبال بریزبن رور و باشگاه فوتبال جف یونایتد چیبا اشاره کرد.